# Mimoza Kusari-Lila

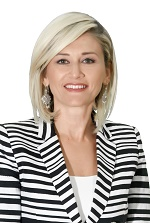
Mimoza Kusari-Lila (2017)

Mimoza Kusari-Lila (geborene Kusari; * 16. Oktober 1975 in Đakovica, SFR Jugoslawien, heute Kosovo) ist eine kosovarische Politikerin, die der Partei Alternativa angehört. Sie ist derzeit Abgeordnete und Parteichefin der liberalen Partei.
Kusari-Lila war von 2011 bis 2013 Ministerin und stellvertretende Premierministerin des Kosovo. Daran anschließend war Kusari-Lila bis 2017 die erste Bürgermeisterin in der Geschichte des Kosovo.

## Leben

### Familie
Kusari wurde in Gjakova geboren. Ihr Vater war Lungenfacharzt und ihre Mutter unterrichtete Albanisch an der Grundschule. Sie ist eins von vier Kindern.
Kusari heiratete Arben Lila und nahm im Dezember 2004 eine viermonatige Auszeit aus Politik und Beruf, da ihr Sohn im folgenden Jahr geboren wurde. Das Ehepaar hat zwei Kinder.

### Ausbildung und Beruf
Kusari studierte Wirtschaftswissenschaften an der Universität Pristina von 1993 bis zum Bachelorabschluss 1998. Daneben arbeitete sie in Vollzeit, um ihr Studium zu finanzieren. Während des Kosovokriegs arbeitete sie für Ärzte ohne Grenzen, die Organisation für Sicherheit und Zusammenarbeit in Europa (OSZE). Als im März 1999 die Grenze zwischen dem Kosovo und Mazedonien geschlossen wurde, kam sie wegen eines Termins in der amerikanischen Botschaft in Skopje für drei Monate in ein Flüchtlingslager. In dieser Zeit berichtet sie als Assistenzreporter des National Public Radios aus dem Lager.
Kusari erhielt 1999 ein Ron-Brown-Stipendium für ein MBA-Studium des US-Außenministeriums. In den Vereinigten Staaten studierte sie 2000–2001 an der Duquesne University in Pittsburgh. Ihren Master absolvierte Kusari in E-Business. Während dieser Zeit gründete sie die Association of Business Women der Duquesne University und war deren erste Präsidentin. Nach ihrem Studium arbeitete sie als Praktikantin bei der Bayer Corporation in Pittsburgh.
Nachdem Kusari 2001 in den Kosovo zurückgekehrt war, war sie elf Monate für ein Projekt von KBS und USAID tätig. Anschließend war sie Projektmanagerin bei der erfolgreichen Gründung der Amerikanischen Universität im Kosovo.
Nach ihrer Babypause war Kusari-Lila eine zehn Monate Direktorin beim Energieministerium und wechselte 2006 bis 2009 als Direktorin zur amerikanischen Handelskammer (AmCham Kosovo). In dieser Zeit absolvierte sie 2009 ein viermonatiges Forschungsprojekt als Fulbright-Stipendium an der Georgetown University in Washington D.C. und war drei Semester Dozentin der Amerikanischen Universität.

## Politik
Während der Amtszeit von Premierminister Bajram Rexhepi, war Mimoza Kusari von Oktober 2003 bis Ende Dezember 2004 die erste weibliche Regierungssprecherin des Kosovo. 
Im Jahr 2009 kandidierte Kusari-Lila erstmals für das Bürgermeisteramt von Gjakova. Sie trat für die liberale Aleanca Kosova e Re (AKR) an. Die heftig umstrittenen Kommunalwahlen führten zu einem Prozess vor dem Verfassungsgericht des Kosovo. Bei den Wahlen im Dezember 2010 erhielt Kusari-Lila unter den Politikerinnen des Kosovo die meisten Wählerstimmen. Behgjet Pacolli hatte sie als Kandidatin für den Posten des Premierministers ins Gespräch gebracht.
Am 23. Februar 2011 wurde Mimoza Kusari-Lila zur stellvertretenden Premierministerin des Kosovo und zur Handels- und Industrieministerin ernannt. Eine weitere stellvertretende Premierministerin war Edita Tahiri (2011–2017). Zum 2. Oktober 2013 trat sie wegen ihrer zweiten Bürgermeisterkandidatur von ihren Ämtern zurück.
Im zweiten Wahlgang wurde Kusari-Lila 2013 zur Bürgermeisterin von Stadt und Gemeinde Gjakova gewählt. Sie war bis 2017, als Ardian Gjini (AAK) zum Nachfolger gewählt wurde, die erste weibliche Bürgermeisterin in der Geschichte des Kosovo.
Nach Parteikonflikten trat Kusari-Lila Anfang Mai 2016 aus der AKR aus. Am 13. Mai 2017 wurde sie zur Parteichefin der liberalen Alternativa gewählt. Sie hatte diese Partei im Februar des Jahres mit Ilir Deda gegründet. Bei der Parlamentswahl 2017 erhielt das Wahlbündnis (LAA Koalition) von Lidhja Demokratike e Kosovës (LDK), Aleanca Kosova e Re und Alternativa insgesamt 25,53 % und 29 Mandate. Kusari-Lila und Deda errangen die beiden Mandate für die Alternativa, während die Aleanca im August 2017 mit drei Mandaten in das Parlament einzog.